# 卡施萊格利亞峰
46°39′05.6″N 8°54′15.9″E / 46.651556°N 8.904417°E

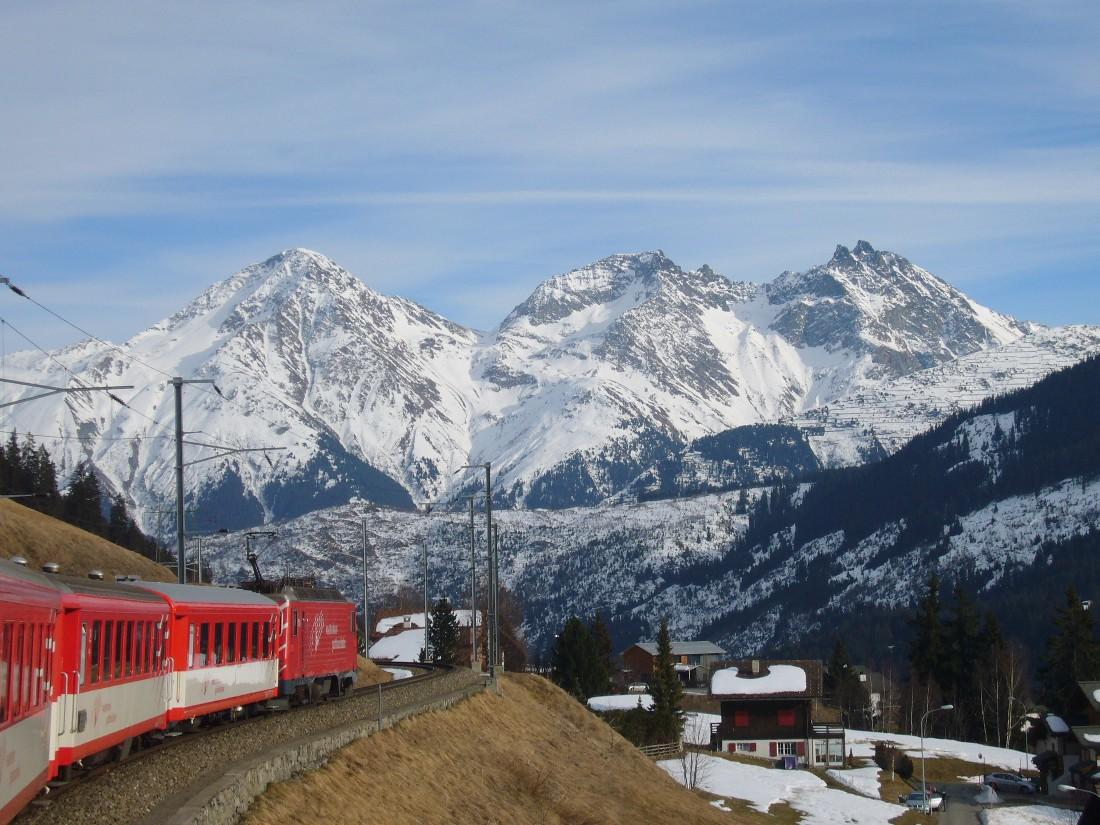

卡施萊格利亞峰（Piz Caschleglia），是瑞士的山峰，位於該國東南部，由格勞賓登州負責管轄，屬於勒蓬廷阿爾卑斯山脈的一部分，海拔高度2,936米，每年平均降雨量2,385毫米。

## 外部連結
- Piz Caschleglia on Hikr （页面存档备份，存于）